# Ouidah
Ouidah (Aussprache: [ˈwiːdɑ]; Alternativnamen Hweda und vor allem im englischen Sprachgebiet Whydah ([ˈʍaɪ̯də]), ehemals Ajudá) ist eine Stadt in der Republik Benin. Als einziger Hafen Benins war Ouidah das Zentrum des Sklavenhandels in der Region und eine aktive Handelsstadt. Seit 1999 ist die Stadt de facto Hauptstadt des Departements Atlantique, wurde dazu aber noch nicht offiziell ernannt.
Die Fläche der Gemeinde beträgt 364 km² und umfasst zehn Stadtteile (arrondissements), davon vier städtische (Ouidah I, II, III und IV) und sechs ländliche (Djègbadji, Avlékété, Savi, Pahou, Gakpé und Houakpé). Ouidah zählt rund 80.000 Einwohner. Haupterwerbszweig der Bevölkerung ist die Landwirtschaft und das Handwerk, es gibt vereinzelt kleine Unternehmer und als einzigen Industriebetrieb die „British American Tobacco“-Fabrik an der Hauptstraße zwischen Cotonou und Grand-Popo. Bürgermeister ist seit 2003 Pierre C. Badet. Der Stadtrat umfasst 17 Mitglieder.
Die eigentliche Stadt lag schon zu Zeiten des Königreichs Dahomey rund 3,5 Kilometer vom Meer entfernt, sodass Sklaven vor ihrer Einschiffung diese Strecke zu Fuß zurücklegen mussten.

## Geschichte
Ouidah wurde ursprünglich Ajudá genannt und war Hauptstadt des stark bevölkerten, wohlhabenden Königreiches Sahé (Savi).
1680 bauten die Portugiesen im Auftrag des Gouverneurs von São Tomé in Ouidah eine Festung, die jedoch nach wenigen Jahrzehnten aufgegeben wurde. 1721 wurde sie unter dem Namen São João Baptista d’Ajudá neu aufgebaut. 1727 wurde die Stadt von König Dossou Agadja von Dahomey erobert. Der Name Ajudá wurde fortan nicht mehr verwendet; das Königreich von Sahé fiel 1728.
1858 gaben die Portugiesen die Festung São João Baptista de Ajudá wieder auf. 1861 schenkte der König von Dahomey die Festung Missionaren aus Frankreich. Am 23. Februar 1865 forderten die Portugiesen das Bauwerk zurück, sodass es bis 1869 wieder dem Gouverneur von São Tomé unterstellt war. 1913 verlegten die Behörden eine Decauville-Bahn vom Strand in die Stadt, um den Handel zu beleben.
Am 1. August 1961 wurde die von wenigen Portugiesen gehaltene Festung von Dahomey gewaltsam besetzt und annektiert. 1975 wurde die Übernahme von Portugal offiziell anerkannt.

### Vergleich zwischen Sklaven- und Goldküste
Das europäische Engagement in Westafrika unterschied sich zwischen der Sklaven- und der Goldküste. Im Gegensatz zu den prächtigen Forts an der Goldküste war das Fort William in Ouidah (ehemalige Sklavenküste) ein Zeugnis des Sklavenhandels.
Die Bedeutung Ouidahs rührte daher, dass mehrere europäische Mächte (Franzosen, Portugiesen, Engländer) um Einfluss konkurrierten, was ihre Autorität insgesamt schwächte. Die britische Präsenz erreichte ihren Höhepunkt in der Blütezeit des Sklavenhandels (1680-1710), bevor sie sich auf andere Unternehmungen konzentrierte. In den 1830er Jahren fand eine Umstellung auf Palmöl statt, die von französischen Unternehmen dominiert wurde. Dies fiel mit dem Niedergang Ouidahs im Vergleich zu Cotonou zusammen, dessen besserer Zugang zum Hafen durch die französische Kolonialherrschaft gefestigt wurde.
Heute ist Ouidah wirtschaftlich marginalisiert und der „Kulturtourismus“ rund um den Sklavenhandel weniger erfolgreich. Im Gegensatz zu echten Häfen lag Ouidah im Landesinneren. Sklaven und Waren wurden entlang der „Sklavenroute“ zum Strand transportiert, um dort eingeschifft zu werden. Die Schiffe konnten sich wegen der Sandbänke nicht nähern und benutzten Kanus zur Kommunikation (dies war sowohl an der Sklaven- als auch an der Goldküste üblich).

### William's Fort
William's Fort begann als bescheidener englischer Handelsposten Ende des 17. Jahrhunderts. Es wurde nach König William III. benannt und während seiner Regierungszeit (1689-1702) erstmals befestigt. Die englische Präsenz in Ouidah geht auf die Zeit vor dem Fort zurück. Die Royal African Company erlitt anfängliche Rückschläge, bevor sie 1684 eine permanente Faktorei errichten konnte. Kanonen wurden oft nur zum Salut eingesetzt.
Die frühen Befestigungen aus Lehm und Stroh waren einfach, und die Kanonen dienten wahrscheinlich eher der Signalgebung als dem Kampf. Spannungen mit der französischen Faktorei gipfelten 1692 in einem Feuergefecht, das die Engländer veranlasste, stärkere Befestigungsanlagen zu errichten. Historische Dokumente beschreiben das Fort später als wichtigen Standort für den Sklavenhandel.
Obwohl es 1812 von den Briten verlassen wurde, hatte das Fort eine überraschend große Bevölkerung. Die Briten versuchten, es mit einem Vizekonsul wieder zu besetzen, stießen aber auf Schwierigkeiten. Missionare der englischen Wesleyan Methodist Missionary Society ließen sich für einige Zeit nieder und errichteten sogar eine Kapelle. Danach wurde das Fort wieder kommerziell genutzt, wobei verschiedene Handelsgesellschaften die Kontrolle übernahmen. Interessanterweise war Ouidah auch während des Ersten Weltkrieges unter französischer Kontrolle.

#### Begrenzte lokale Macht
Im Gegensatz zu ihren Pendants an der Goldküste besaßen die europäischen Forts in Ouidah, einschließlich William's Fort, keine wirkliche Autorität. Sie konnten militärisch nicht mit den lokalen Herrschern konkurrieren und mussten sich diesen unterordnen, zuerst dem Königreich Hueda und dann Dahome. Dies stand in krassem Gegensatz zu den Forts an der Goldküste, wie z. B. Cape Coast Castle, die sich schließlich zu vollständigen Kolonien entwickelten. Im 1812 von den Briten aufgegebenen William's Fort stützte sich der französische Wiederaufbau eher auf private Unternehmen als auf staatliche Eingriffe.
Der entscheidende Unterschied lag in den rechtlichen Befugnissen. Europäische Forts, auch große, waren in Westafrika keine souveränen Einheiten. Sie blieben unter afrikanischer Kontrolle und fungierten im Wesentlichen als „Pächter“ mit begrenzten Befugnissen, die den lokalen Herrschern Pacht zahlten. Die europäische Präsenz in Ouidah, insbesondere in William's Fort, war besonders schwach. Die Dahmer betrachteten die europäischen Gouverneure als Teil ihres eigenen Systems und nicht als unabhängige Herrscher. Dies spiegelt sich in der Erwartung des Königs wider, dass sie an Festen teilnahmen und nach ihrem Tod ähnlich wie dahomeische Beamte behandelt wurden.

#### Mikrokosmos der Gesellschaft in Ouidah
Die europäischen Forts in Ouidah, insbesondere das William's Fort mit seinen umfangreichen Aufzeichnungen, bieten eine einzigartige Perspektive auf das soziale und wirtschaftliche Leben der Stadt. Diese Aufzeichnungen dokumentieren die Interaktionen mit der lokalen Gemeinschaft, insbesondere mit den Menschen, die im Fort beschäftigt waren (sowohl versklavte als auch freie Afrikaner) und mit denen, die verschiedene Dienstleistungen erbrachten. William's Fort selbst war ein Handelszentrum, das sich auf die lokale Währung und externe Lieferanten stützte. Historiker können anhand dieser Aufzeichnungen, einschließlich der Löhne und Preise, wirtschaftliche Trends innerhalb Ouidahs nachvollziehen.
Trotz des europäischen Einflusses war William's Fort stark von afrikanischen Arbeitskräften abhängig. Die Bevölkerung um das Fort, Sogbadji, spiegelte die ethnische Vielfalt Ouidahs wider. Versklavte Afrikaner kamen oft aus weit entfernten Gebieten, was Fluchtversuche unwahrscheinlicher machte, während temporäre Arbeiter aus Gegenden wie der Goldküste sich manchmal dauerhaft niederließen. Die Vielfalt der Bevölkerung spiegelt sich noch heute in den Familien von Sogbadji wider. Einige führen ihre Wurzeln auf das 19. Jahrhundert zurück, während andere behaupten, die ursprünglichen Bewohner zu sein.
Die Integration ging über die ethnische Zugehörigkeit hinaus. Die Familie Lemon zum Beispiel, die von einem Soldaten des Forts abstammte, der vor Ort geheiratet hatte, wurde von den dahomischen Königen sogar in die königliche Garde berufen. Ähnlich verhielt es sich mit der Familie Midjrokan, die von dem sprachkundigen Vermittler des Forts im 18. Jahrhundert abstammte und deren Nachkommen diese Rolle erbten. Selbst Familien wie die Kocus, die Kanufahrer sind, führen ihre Abstammung auf einen Bootsmann der Goldküste aus dem 18. Jahrhundert zurück.
Auch die religiösen Praktiken in William's Fort spiegelten diese Integration wider. Im Gegensatz zu anderen europäischen Forts mit eigenen Geistlichen scheint William's Fort lokale Bräuche übernommen zu haben. Historische Berichte erwähnen einen Schrein innerhalb des Forts, der dem „Fetisch des Königs Mawu“, dem Gott der Schöpfung, geweiht war. Dies war keine neue Entwicklung, da Aufzeichnungen aus dem 18. Jahrhundert einen Schrein innerhalb des Forts erwähnen, der einer lokalen Göttin geweiht war. Die Existenz dieses Schreins, der für die Unbesiegbarkeit des Forts verantwortlich gemacht wurde, unterstreicht die stattgefundene Assimilation.
Diese Assimilation zeigt sich auch im Umgang der Dahomier mit den Gräbern der verstorbenen englischen Gouverneure, die im Fort bestattet waren. Der König von Hueda schickte einen „Fetischpriester“, um am Grab eines solchen Gouverneurs Opfer darzubringen, da er glaubte, sein Geist rufe seinen Nachfolger ins Jenseits. Jahrhunderte später schickte der König von Dahomey Priester, um Rituale in den Forts durchzuführen, einschließlich Zeremonien an den Gräbern des englischen Forts, trotz der Proteste des dort residierenden britischen Beamten. Diese Beispiele zeigen die tiefe soziale und religiöse Integration, die innerhalb der Gemeinschaft von William's Fort bestand.

## Sehenswürdigkeiten

Porte du Non-Retour

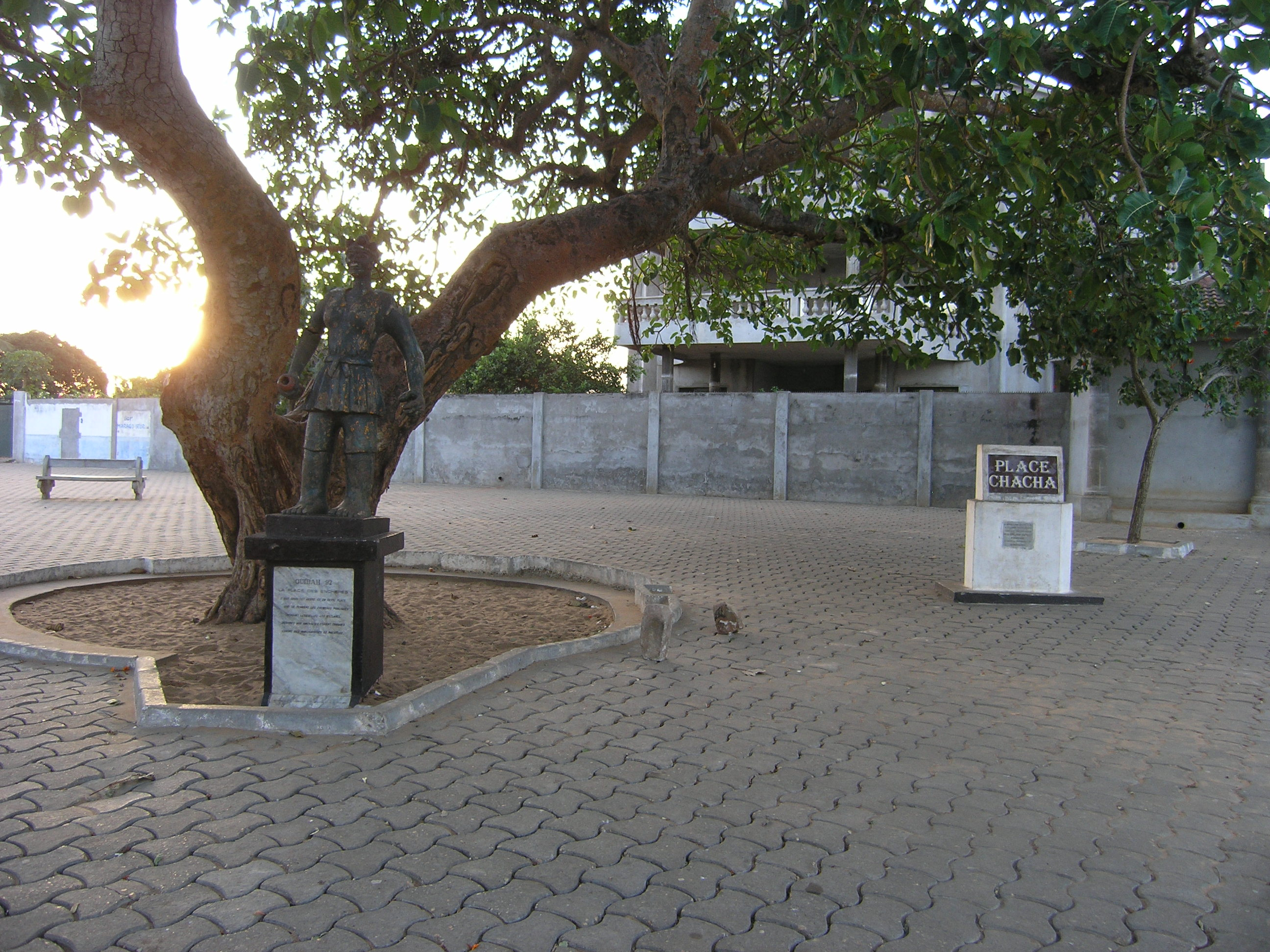
Place Cha Cha

Ouidah bietet vor allem kulturgeschichtlich viele Sehenswürdigkeiten. Zu den Hauptattraktionen gehören das historische Museum im nachgebauten portugiesischen Fort São João Baptista d'Ajudá, der Heilige Wald, die sogenannte Sklavenroute, die vom ehemaligen Sklavenmarkt (Place Cha Cha) zum Strand bis zur Pforte ohne Wiederkehr (frz. Porte du Non Retour) führt. Auf der Route finden sich zahlreiche Statuen und Gedenkorte zum Sklavenhandel. Diese sowie die Pforte sind 1992 mit finanzieller Unterstützung der UNESCO, der Place Cha Cha 1999 mit finanzieller Unterstützung der Kreditanstalt für Wiederaufbau wieder in Stand gesetzt worden. Im Zentrum steht die katholische Basilique de l’Immaculée Conception. Jedes Jahr am 10. Januar findet am Strand Ouidahs ein großes Voodoofest statt, bei dem der Voodookönig verschiedene Zeremonien vollzieht; auch als Wallfahrtsort zieht die Stadt Voodoo-Pilger an. Für Cineasten interessant ist auch das jährlich ebenfalls im Januar stattfindende Filmfestival Quintessence, das neben dem Filmfestival in Ouagadougou (Burkina Faso) zu den wichtigsten in Westafrika zählt.

## Sonstiges
Das Buch Der Vizekönig von Ouidah des britischen Schriftstellers Bruce Chatwin spielt zum größeren Teil in Ouidah zur Zeit des Sklavenhandels.

## Persönlichkeiten aus Ouidah
- Félix Couchoro (1900–1968), beninisch-togoischer Schriftsteller
- Émile Derlin Henri Zinsou (1918–2016), von 1968 bis 1969 Präsident von Dahomey, dem heutigen Benin
- Édouard Joshua Adjanohoun (1928–2016), Botaniker
- Isidore de Souza (1934–1999), Erzbischof von Cotonou
- Angélique Kidjo (* 1960), beninisch-französische Musikerin, Choreografin, Sängerin und Komponistin